# Gabriel Lincoln Hines
Gabriel Lincoln Hines (Nova York, 1888 - 1933) fou un compositor i pianista estatunidenc. Estudià en la seva ciutat natal i en la Universitat de Filadèlfia. Va exercir el professorat en diversos centres oficials i va compondre Pilgrim's Voyage, cantat per a solos, cor i orquestra; Where Love is, drama musical; Children's Suite i The Months, per a piano, així com diverses melodies vocals.